# جيسون كيلين
جيسون كيلين (بالإنجليزية: Jason Killeen)‏ مواليد 22 يناير 1985 في ليمريك، هو لاعب كرة سلة أيرلندي. بدأ مسيرته الاحترافية في سنة 2009. يلعب في الدوري الإيرلندي لكرة السلة كلاعب وسط. يحمل الرقم 24. لعب مع تشيشير فونيكس في دوري كرة السلة البريطاني.

## روابط خارجية
- جيسون كيلين على موقع كرة السلة الأوروبية.كوم (الإنجليزية)
- جيسون كيلين على موقع كلية كرة السلة في سبورتس رفرنس.كوم (الإنجليزية)
- جيسون كيلين على موقع ريلجم (الإنجليزية)
- جيسون كيلين على موقع بروبوليرز (الإنجليزية)